# Ibidionidum rouyeri
Ibidionidum rouyeri är en skalbaggsart som beskrevs av Maurice Pic 1951. Ibidionidum rouyeri ingår i släktet Ibidionidum och familjen långhorningar. Inga underarter finns listade i Catalogue of Life.